# Löhma

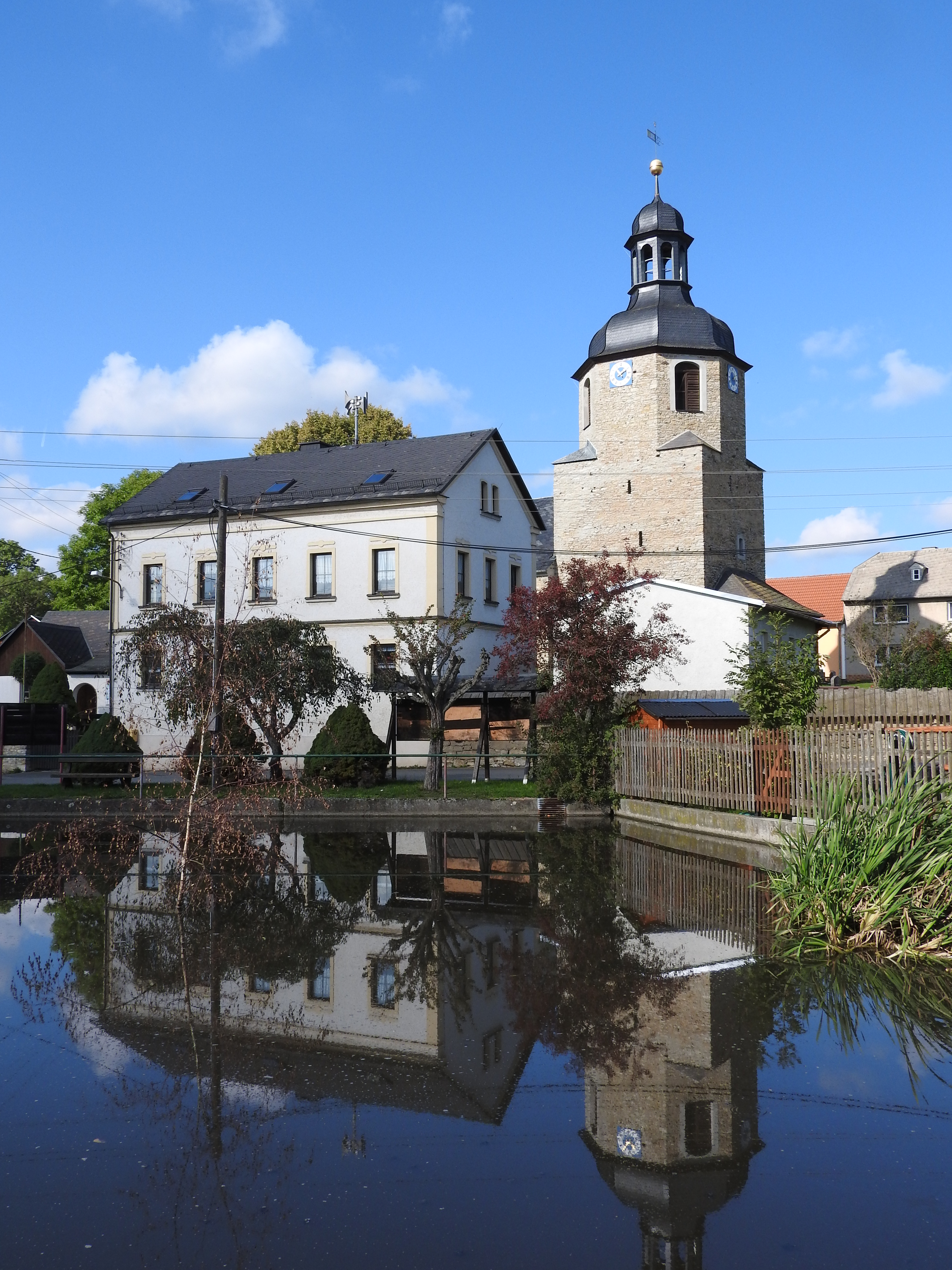
Im Ort

Löhma ist eine Gemeinde in der Verwaltungsgemeinschaft Seenplatte im thüringischen Saale-Orla-Kreis.

## Geografie
Nördlich Oettersdorf an einer Nahverkehrsstraße nach Göschitz und Kirschkau liegt der Ort auf einer plateauartigen Fläche des Thüringer Schiefergebirges. Richtung Osten wird dieses Gebiet von einem bewaldeten Höhenzug flankiert.

### Nachbargemeinden
Nachbargemeinden sind Oettersdorf, Pörmitz, Dittersdorf, Göschitz und Kirschkau.

### Geologie
Die Böden des Südostthüringer Schiefergebirges haben einen hohen Feinerdeanteil und einen hohen Humusgehalt und sind daher unter den Klimabedingungen des Schleizer Umlands fruchtbar. Die eingefasste Güldequelle liefert pro Tag 600.000 Liter bei etwa 11 Grad Celsius gleichmäßig temperiertes Wasser.

## Geschichte
Löhma wurde unter dem Namen Lomen im Jahr 1355 erstmals urkundlich erwähnt. Der Deutsche Orden gründete bald nach 1240 die erste Kapelle am Ort. Anstelle des mittelalterlichen Vorgängerbaus aus dem 14. Jahrhundert wurde 1710 eine Saalkirche gebaut.
Auf dem Gelände des späteren Rittergutes lag früher eine Burg. Im ehemaligen Wassergraben des jetzigen Dorfteiches sollen sich noch Mauerreste befinden.
600 Meter unterhalb der Güldequelle befindet sich das Grundstück der ehemaligen Rostmühle. 1616 wurde sie mit der benachbarten Löhmaer Railamühle erstmals bei einer Erfassung der wehrfähigen Männer vom Amt Schleiz genannt. Jede Mühle war zur weiteren Ernährung der Besitzer mit einem landwirtschaftlichen Gut ausgestattet. Nach Ende des Mahlbetriebes in der Rostmühle, schloss sich der Besitzer der LPG Oettersdorf an. 1992 kaufte ein Bürger aus Schleiz das Anwesen zur privaten Nutzung.
Zu Zeiten der DDR war die Railamühle ein Kinderferienlager vom Backwarenkombinat aus Berlin. Schon 1953, beim Verkauf des Anwesens, wurde die Mühle als stillgelegt ausgewiesen, dann klangen Kinderstimmen durch das Tal. Ein geplanter Urlaubs- und Hotelbetrieb wurde nicht realisiert. Nach längerem Leerstand wechselte 2000 der Besitzer.
Löhma war und ist ein landwirtschaftlich geprägter Ort.

### Einwohnerentwicklung
Entwicklung der Einwohnerzahl (31. Dezember):
| - 1994: 325 - 1995: 326 - 1996: 320 - 1997: 314 - 1998: 312 - 1999: 307 | - 2000: 303 - 2001: 306 - 2002: 314 - 2003: 313 - 2004: 317 - 2005: 316 | - 2006: 298 - 2007: 293 - 2008: 294 - 2009: 288 - 2010: 296 - 2011: 297 | - 2012: 297 - 2013: 300 - 2014: 289 - 2015: 286 - 2016: 279 - 2017: 270 | - 2018: 262 - 2019: 265 - 2020: 271 - 2021: 279 - 2022: 287 |

Datenquelle: Thüringer Landesamt für Statistik

## Persönlichkeiten
- Christoph Ernst von Beulwitz (1695–1757), Schwarzburg-Rudolstädter Geheimrat und Kanzler in dänischen Diensten, wurde in Löhma geboren
- Heinrich Gottlieb Weiß (1814–1867), deutscher Gutsbesitzert und Politiker, Bürgermeister von Löhma
- Klaus Renft (1942–2006), Musiker (Klaus Renft Combo), lebte bis zu seinem Tod in Löhma